# Bătălia de la Kosovo Polje (1389)
Bătălia de la Kosovo Polje (sau Bătălia de la Câmpia Mierlei; în sârbă: Косовски бој ori Бој на Косову, a avut loc în ziua de Sf. Vitus (15 iunie, astăzi aniversată pe 28 iunie) 1389 între o coaliție de boieri sârbi și Imperiul Otoman.
Sunt puține izvoare istorice care vorbesc despre această bătălie, dar o examinare critică a acestora și o comparație cu bătălii contemporane similare (cum ar fi Bătălia de la Ankara sau cea de la Nicopole) permit o reconstruire fidelă.

## Pregătiri

#### Mișcări de trupe
După înfrângerea otomanilor de către sârbi și bosniaci în Bătălia de la Plocnik, Murad I, conducătorul Imperiului Otoman, a început să-și strângă trupele la Philippoupolis (Plovdiv) în primăvara lui 1389, și a sosit la Ihtiman după un marș de trei zile. De acolo, a ales ruta pe la Velbužd (Kyustendil) și Kratovo. Deși mai lungă decât ruta alternativă prin Sofia și valea râului Nișava (Nišava) care i-ar fi dat acces direct la pâmănturile lui Lazăr, l-a condus la Kosovo, care avea o importanță strategică mare, fiind una din cele mai importante intersecții de drumuri comerciale din Balcani: de la Kosovo, Murad putea ataca fie posesiunile lui Lazăr, fie pe cele ale lui Vuk. După ce a stat o vreme în Kratovo, Murad a trecut prin Kumanovo, Preševo și Gnjilane spre Priština, unde a ajuns pe 14 iunie.
Despre pregătirile lui Lazăr există puține date, dar se poate presupune că și-a adunat trupele lângă Niš, posibil pe malul drept al râului Morava de Sud. Se pare că a stat acolo până a aflat că Murad s-a deplasat spre Velbužd, când a mers și el, probabil prin Prokuplje, spre Kosovo. Lazăr a sosit la Câmpia Mierlei chiar după sosirea lui Murad la Priština. Aceasta a fost alegerea optimă pentru câmpul de luptă întrucât era la întretăierea tuturor direcțiilor posibile pe care le putea lua Murad.

#### Compoziția armatelor
Nu este sigur cât de mari erau cele două armate, mai ales pentru că sursele mai recente tind să mărească numerele, ducându-le pe acestea în ordinul sutelor de mii.
Armata lui Murad ar fi numărat 27-40.000 de ostași. Luând drept reper, estimarea de 40.000, probabil că acest număr includea 5.000 de ieniceri, 2.500 de soldați din garda de cavalerie a lui Murad, 6.000 de spahii, 20.000 azapi și akinci și 8.000 de oșteni din armatele vasalilor săi. Lazăr ar fi avut vreo 12-30.000. Luând de reper o estimare de 25.000, aproximativ 15.000 erau la comanda lui Lazăr, 5.000 ai lui Vuk, și cam tot atâți ai lui Vlatko. Dintre aceștia, câteva mii alcătuiau cavaleria, dar probabil numai câteva sute aveau armuri complete.
Ambele armate includeau trupe străine: de exemplu, sârbii aveau de partea lor pe banul croat Ivan Paližna cu o mică oaste, probabil ca parte din contingentul bosniac în timp ce turcii erau susținuți de boierul sârb Konstantin Dejanović. Aceasta i-a determinat pe unii istorici să descrie armatele drept coaliții.
| “ | ...dacă toți ne-am preface acum în sare, tot n-am fi destui să sărăm mâncarea turcului... | ” |

## Bătălia

Câmpul de luptă de la Câmpia Mierlei cu distribuția probabilă a armatelor înainte de bătălie

#### Dispunerea trupelor
Armatele s-au întâlnit la Câmpia Mierlei. Centrul armatei turcești era condus de Murad, în timp ce Baiazid era pe flancul drept și Yakub pe cel stâng. În jur de 1.000 de arcași se aflau în prima linie a flancurilor, urmați de azapi și apoi de akinci; în prima linie a centrului erau ienicerii, în spatele lor fiind Murad, înconjurat de garda călare; în cele din urmă, logistica se afla în spate, păzită de un număr mic de soldați.
Armata sârbească îl avea pe Lazăr în centru, Vuk pe flancul drept și Vlatko pe cel stâng. În fața armatei sârbești era cavaleria, iar infanteria era în spate. Deși paralelă, distribuția nu era simetrică, deoarece centrul sârbilor se suprapunea peste cel turcesc.
| “ | Când un torent de săgeți s-a abătut peste ostașii sârbi care până atunci au stat nemișcați ca niște munți de fier, ei au mânat înainte, tunând și uruind ca marea | ” |

#### Început
Bătălia a debutat cu un tir al arcașilor turci îndreptat spre cavaleria sârbă care apoi a trecut la atac. Aceasta a reușit să pătrundă prin flancul stâng al turcilor, dar nu au avut același succes în centru și în flancul drept. Nici măcar flancul stâng nu a fost înfrânt, ci doar împins înapoi.

#### Moartea lui Murad
Pe baza mai multor documente istorice turcești, se crede că Sultanul a fost ucis de Miloš Obilić care se prefăcea mort, în timp ce sultanul mergea pe câmpul de luptă după bătălie. Pe de altă parte, o altă variantă din cronicile sârbești spune că Sultanul ar fi fost asasinat de Miloš Obilić, care a ajuns în tabăra turcilor sub pretextul că este un dezertor.
Obilić a fost adus înaintea lui Murad și l-a omorât cu un pumnal. Aparent, Obilić ar fi fost oprit de niște ceauși în timp ce se apropia de sultan, însă acesta le-a ordonat să-l lase să se apropie, nedându-și seama care erau adevăratele sale intenții.

#### Contraatacul turcilor
Sârbii au obținut inițial un avantaj după prima lor șarjă, care a făcut ravagii în flancul turcesc condus de Jakub Celebi. În centru, creștinii au reușit să împingă forțele otomane înapoi, lăsând flancul lui Baiazid să încerce să-i țină în loc pe sârbii lui Vlatko Vuković. Otomanii, într-un contraatac condus de Baiazid, au împins forțele balcanice înapoi și au decimat armata sârbilor. Lazăr, prințul sârbilor, a fost ucis împreună cu cea mai mare parte din boierimea sârbească. Baiazid I, care după bătălie a devenit sultan, și-a câștigat porecla „Fulgerul” după această bătălie datorită calităților demonstrate la conducerea contraatacului decisiv. În cele din urmă, bătălia a dus la căderea Serbiei ca stat suveran.

## Urmări

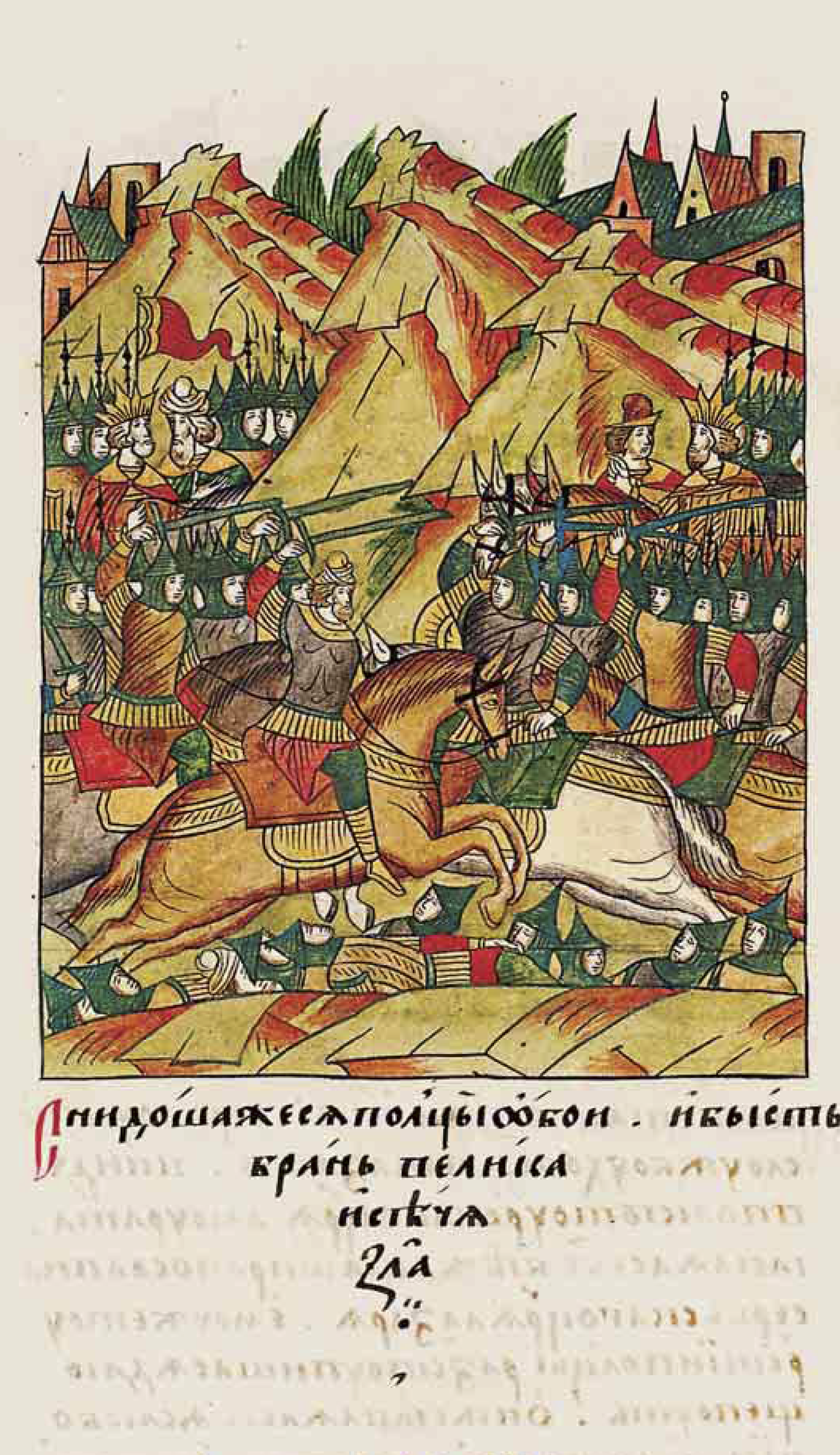
Bătălia de la Kosovo Polje din 1389

Datorită lipsei de documente istorice, rezultatul bătăliei nu este clar. Deși otomanii au reușit să împingă forțele sârbești înapoi, nu au avansat pentru a cuceri Kosovo imediat după bătălie. În schimb, ei s-au retras, datorită morții Sultanului Murad; noul sultan Baiazid a trebuit să meargă în capitală pentru a fi încoronat. Pe de altă parte, unii nobili sârbi au început să plătească tribut și să furnizeze soldați turcilor după bătălie, dar alții nu. De aceea, victoria sau înfrângerea turcilor nu este clară. Totuși, deoarece pierderile de partea sârbă au fost imense, otomanii au avut ulterior inițiativa în regiune.
Bătălia de la Kosovo este privită până în ziua de azi ca un moment de referință pentru identitatea națională a sârbilor și a fost evocată de câteva ori în timpul Războiului din Kosovo.